# Hisashi Tsuchida
Hisashi Tsuchida (土田 尚史, Tsuchida, Hisashi) est un footballeur japonais né le 1er février 1967 à Okayama. Il était gardien de but.